# Copa d'Europa d'hoquei sala femenina
La Copa d'Europa d'hoquei sala femení (en anglès: Women's EuroHockey Indoor Club Cup) és una competició esportiva de clubs d'hoquei sala europeus. De caràcter anual, fou creada el 1990 i és organitzada per la Federació Europea d'Hockey (EHF). Hi participen els campions de les vuit associacions nacionals més fortes de l'EHF, que es divideixen en dos grups i disputen una lligueta. Els dos primers equips de cadascun dels grups disputen una fase final en format de final a quatre, que decideix el campió de la competició. És considerada la primera competició de clubs d'hoquei sala europeus
Els dominadors de la competició són els equips alemanys que han guanyat vint-i-nou finals de les trenta-una disputades. El Rüsselsheimer Ruder-Klub, amb quinze títols (tretze dels quals de forma consecutiva entre 1994 i 2006) és el dominador absolut del torneig, seguit del Berliner Hockey-Club (1993, 2012, 2014) i del Der Club an der Alster (2007, 2009, 2010) amb tres cadascun. El Club de Campo Villa de Madrid, juntament amb l'Atlètic de Madrid, són els únics equips de l'Estat Espanyol que han disputat la final.

## Historial
| En negreta = Equip guanyador (prò.) = Pròrroga (so.) = Shoot-out (1) = Nombre de campionats Nota: Noms dels equips segons l'època |

| Edició | Any  | Data       | Final                                                                         | Final                                                                         | Final                                                                         | Medalla de bronze                                                             | Medalla de bronze                                                             | Medalla de bronze                                                             | Seu                   |
| Edició | Any  | Data       | Campió                                                                        | Resultat                                                                      | Subcampió                                                                     | Tercer lloc                                                                   | Resultat                                                                      | Quart lloc                                                                    | Seu                   |
| ------ | ---- | ---------- | ----------------------------------------------------------------------------- | ----------------------------------------------------------------------------- | ----------------------------------------------------------------------------- | ----------------------------------------------------------------------------- | ----------------------------------------------------------------------------- | ----------------------------------------------------------------------------- | --------------------- |
| I      | 1990 |            | SC Brandenburg                                                                | 4–3                                                                           | Slough HC                                                                     | GHHC Groningen                                                                | 5–2                                                                           | Glasgow Western                                                               | Groningen             |
| II     | 1991 |            | Rüsselsheimer RK                                                              | 5–2                                                                           | Ipswich HC                                                                    | Glasgow Western                                                               |                                                                               | Amiens SC                                                                     | Amiens                |
| III    | 1992 |            | Rüsselsheimer RK                                                              | 8–3                                                                           | Atlètic de Madrid                                                             | Glasgow Western                                                               |                                                                               | GHHC Groningen                                                                | Rüsselsheim           |
| IV     | 1993 |            | Berliner HC                                                                   | 6–3                                                                           | Rüsselsheimer RK                                                              | Hightown HC                                                                   |                                                                               | Glasgow Western                                                               | Berlín                |
| V      | 1994 |            | Rüsselsheimer RK                                                              | 6–5                                                                           | Berliner HC                                                                   | Edinburgh HC                                                                  |                                                                               | Hightown HC                                                                   | Rüsselsheim           |
| VI     | 1995 |            | Rüsselsheimer RK                                                              | 7–1                                                                           | Slough HC                                                                     | SP Valdeluz                                                                   |                                                                               | Eurovil                                                                       | Rüsselsheim           |
| VII    | 1996 |            | Rüsselsheimer RK                                                              | 7–4                                                                           | Berliner HC                                                                   | Hightown HC                                                                   |                                                                               | SP Valdeluz                                                                   | Bratislava            |
| VIII   | 1997 |            | Rüsselsheimer RK                                                              | 7–6                                                                           | Berliner HC                                                                   | Club de Campo                                                                 |                                                                               | Slough HC                                                                     | Amiens                |
| IX     | 1998 |            | Rüsselsheimer RK                                                              | 7–4                                                                           | Eintracht Frankfurt                                                           | Club de Campo                                                                 |                                                                               | Slough HC                                                                     | Rüsselsheim           |
| X      | 1999 |            | Rüsselsheimer RK                                                              | 7–1                                                                           | Slough HC                                                                     | Reial Societat                                                                |                                                                               | Akropolis Siauliai                                                            | Glasgow               |
| XI     | 2000 |            | Rüsselsheimer RK                                                              | lligueta                                                                      | Klipper THC                                                                   | GHC Ritm Grodno                                                               | lligueta                                                                      | Siauliai                                                                      | Cambrai               |
| XII    | 2001 |            | Rüsselsheimer RK                                                              |                                                                               | Berliner HC                                                                   | Glasgow Western                                                               |                                                                               | Akropolis Siauliai                                                            | Angers                |
| XIII   | 2002 |            | Rüsselsheimer RK                                                              |                                                                               | Klipper THC                                                                   | GHC Ritm Grodno                                                               |                                                                               | HC Rotterdam                                                                  | Hamburg               |
| XIV    | 2003 |            | Rüsselsheimer RK                                                              | 3–1                                                                           | Grodno                                                                        | Den Bosch                                                                     |                                                                               | Slough HC                                                                     | Cambrai               |
| XV     | 2004 |            | Rüsselsheimer RK                                                              | 3–1                                                                           | GHC Ritm Grodno                                                               | Vienna Neudorf                                                                |                                                                               | Siauiai Gintra                                                                | Rüsselsheim           |
| XVI    | 2005 |            | Rüsselsheimer RK                                                              | 2–0                                                                           | GHC Ritm Grodno                                                               | HGC                                                                           |                                                                               | Cambrai HC                                                                    | Prague                |
| XVII   | 2006 |            | Rüsselsheimer RK                                                              |                                                                               | GHC Ritm Grodno                                                               | Cambrai HC                                                                    |                                                                               | Júnior FC                                                                     | Sant Cugat del Vallès |
| XVIII  | 2007 |            | Club an der Alster                                                            | 3–2 (prò.)                                                                    | GHC Ritm Grodno                                                               | Kampong SV                                                                    |                                                                               | HFTC                                                                          | Hamburg               |
| XIX    | 2008 |            | Harvestehude                                                                  | 6–0                                                                           | Club de Campo                                                                 | GHC Ritm Grodno                                                               |                                                                               | MSC Sumchanka                                                                 | Praga                 |
| XX     | 2009 |            | Club an der Alster                                                            | 7–5                                                                           | MSC Sumchanka                                                                 | Laren MHC                                                                     |                                                                               | Club de Campo                                                                 | Madrid                |
| XXI    | 2010 |            | Club an der Alster                                                            | 2–0                                                                           | Club de Campo                                                                 | Kampong SV                                                                    |                                                                               | MSC Sumchanka                                                                 | Sumy                  |
| XXII   | 2011 |            | TSV Mannheim                                                                  | 3–2                                                                           | Victorya Smolevichi                                                           | Kampong SV                                                                    |                                                                               | Gintra Streke UNI                                                             | Mannheim              |
| XXIII  | 2012 |            | Berliner HC                                                                   |                                                                               | GHC Ritm Grodno                                                               | Kampong SV                                                                    |                                                                               | Club de Campo                                                                 | Viena                 |
| XXIV   | 2013 |            | Den Bosch                                                                     | 3–2                                                                           | Club de Campo                                                                 | Rot-Weiss Köln                                                                |                                                                               | SK Slavia Praga                                                               | Viena                 |
| XXV    | 2014 |            | Berliner HC                                                                   | 3–2                                                                           | Club de Campo                                                                 | SK Slavia Praga                                                               |                                                                               | Amsterdam HBC                                                                 | Cambrai               |
| XXVI   | 2015 |            | UHC Hamburg                                                                   | 8–0                                                                           | Club de Campo                                                                 | MSC Sumchanka                                                                 | 4–4 (2–1, so.)                                                                | SK Slavia Praga                                                               | Šiauliai              |
| XXVII  | 2016 |            | Düsseldorfer HC                                                               | 2–0                                                                           | Club de Campo                                                                 | SK Slavia Praga                                                               | 2–0                                                                           | SV Arminen                                                                    | Minsk                 |
| XXVIII | 2017 |            | Mannheimer HC                                                                 | 5–3                                                                           | HC Minsk                                                                      | Rotweiss Wettingen                                                            | 3–2                                                                           | Club de Campo                                                                 | Wettingen             |
| XXIX   | 2018 |            | UHC Hamburg                                                                   | 6–2                                                                           | Club de Campo                                                                 | Amsterdam HBC                                                                 | 1–1 (2–1, so.)                                                                | MSC Sumchanka                                                                 | Dundee                |
| XXX    | 2019 |            | Laren MHC                                                                     | 3–1                                                                           | Dinamo Elektrostal                                                            | Club an der Alster                                                            | 7–0                                                                           | Club de Campo                                                                 | Hamburg               |
| XXXI   | 2020 | 16-02-2000 | Düsseldorfer HC                                                               | 4–2                                                                           | HDM                                                                           | MSC Sumchanka                                                                 | 6–5                                                                           | HC Minsk                                                                      | La Haia               |
| —      | 2021 | N/D        | edicions cancel·lades pel risc públic de contagi del COVID-19                 | edicions cancel·lades pel risc públic de contagi del COVID-19                 | edicions cancel·lades pel risc públic de contagi del COVID-19                 | edicions cancel·lades pel risc públic de contagi del COVID-19                 | edicions cancel·lades pel risc públic de contagi del COVID-19                 | edicions cancel·lades pel risc públic de contagi del COVID-19                 | Almere                |
| —      | 2022 | N/D        | edicions cancel·lades pel risc públic de contagi del COVID-19                 | edicions cancel·lades pel risc públic de contagi del COVID-19                 | edicions cancel·lades pel risc públic de contagi del COVID-19                 | edicions cancel·lades pel risc públic de contagi del COVID-19                 | edicions cancel·lades pel risc públic de contagi del COVID-19                 | edicions cancel·lades pel risc públic de contagi del COVID-19                 | Almere                |
| —      | 2023 | N/D        | edició cancel·lada pel terratrèmols de Turquia, Síria i el Kurdistan del 2023 | edició cancel·lada pel terratrèmols de Turquia, Síria i el Kurdistan del 2023 | edició cancel·lada pel terratrèmols de Turquia, Síria i el Kurdistan del 2023 | edició cancel·lada pel terratrèmols de Turquia, Síria i el Kurdistan del 2023 | edició cancel·lada pel terratrèmols de Turquia, Síria i el Kurdistan del 2023 | edició cancel·lada pel terratrèmols de Turquia, Síria i el Kurdistan del 2023 | Alanya                |
| XXXII  | 2024 | 25-02-2024 | Düsseldorfer HC                                                               | 11–3                                                                          |                                                                               | MSC Sumchanka                                                                 | 4–1                                                                           |                                                                               | Alanya                |

## Palmarès
| Equip                    | Campió | Subcampió | Finals | Anys campió                                                                              | Anys subcampió                           |
| ------------------------ | ------ | --------- | ------ | ---------------------------------------------------------------------------------------- | ---------------------------------------- |
| Rüsselsheimer Ruder-Klub | 15     | 1         | 16     | 1991, 1992, 1994, 1995, 1996, 1997, 1998, 1999, 2000, 2001, 2002, 2003, 2004, 2005, 2006 | 1993                                     |
| Berliner Hockey-Club     | 3      | 4         | 7      | 1993, 2012, 2014                                                                         | 1994, 1996, 1997, 2001                   |
| Der Club an der Alster   | 3      | 0         | 3      | 2007, 2009, 2010                                                                         | —                                        |
| Düsseldorf Hockey Club   | 3      | 0         | 3      | 2016, 2020.2024                                                                          | —                                        |
| Uhlenhorster Hockey-Club | 2      | 0         | 2      | 2015, 2018                                                                               | —                                        |
| HC 's-Hertogenbosch      | 1      | 0         | 1      | 2013                                                                                     | —                                        |
| Sportclub Brandenburg    | 1      | 0         | 1      | 1990                                                                                     | —                                        |
| Harvestehuder THC        | 1      | 0         | 1      | 2008                                                                                     | —                                        |
| TSV Mannheim             | 1      | 0         | 1      | 2011                                                                                     | —                                        |
| Mannheim Hockey Club     | 1      | 0         | 1      | 2017                                                                                     | —                                        |
| Laren Mixed Hockey Club  | 1      | 0         | 1      | 2019                                                                                     | —                                        |
| Club de Campo            | 0      | 7         | 7      | —                                                                                        | 2008, 2010, 2013, 2014, 2015, 2016, 2018 |
| GHC Ritm Grodno          | 0      | 5         | 5      | —                                                                                        | 2004, 2005, 2006, 2007, 2012             |
| Berliner Hockey Club     | 0      | 4         | 4      | —                                                                                        | 1994, 1996, 1997, 2001                   |
| Slough Hockey Club       | 0      | 3         | 3      | —                                                                                        | 1990, 1995, 1999                         |
| Atlètic de Madrid        | 0      | 1         | 1      | —                                                                                        | 1992                                     |